# Erylus rotundus
Erylus rotundus är en svampdjursart som beskrevs av Lendenfeld 1910. Erylus rotundus ingår i släktet Erylus och familjen Geodiidae.

## Underarter
Arten delas in i följande underarter:
- E. r. typica
- E. r. megarhabda
- E. r. cidaris